# Exacum bulbilliferum
Exacum bulbilliferum là một loài thực vật có hoa trong họ Long đởm. Loài này được Baker mô tả khoa học đầu tiên năm 1883.